# Briza poimorpha
Briza poimorpha är en gräsart som först beskrevs av Karel Presl, och fick sitt nu gällande namn av Johannes Jan Theodoor Henrard. Briza poimorpha ingår i släktet darrgrässläktet, och familjen gräs.
Artens utbredningsområde är Peru. Inga underarter finns listade i Catalogue of Life.